# Trasancos (Narón)
Trasancos (llamada oficialmente San Mateo de Trasancos) es una parroquia española del municipio de Narón, en la provincia de La Coruña, Galicia.

## Entidades de población
Entidades de población que forman parte de la parroquia:
- Iglesia (A Igrexa)
- Barcia (A Barcia)
- Caaveiro
- Calvario (O Calvario)
- Calliqueira (A Calliqueira)
- Campo das Ratas (O Campo das Ratas)
- Carabuchal (O Carabuchal)
- Curro (O Curro)
- Fontela
- Lavandeira (A Lavandeira)
- Leiras
- Molino del Viento (O Muíño do Vento)
- Vidueiro
- Paxarón
- Pena (A Pena)
- Ruxida (A Ruxida)
- Vacariza (A Vacariza)
- Vilar (O Vilar)
- Viñas (As Viñas)

## Demografía
| Gráfica de evolución demográfica de Trasancos entre 2000 y 2018 |
|                                                                 |
| Datos según el nomenclátor publicado por el INE.                |